# Caféiculture en Éthiopie

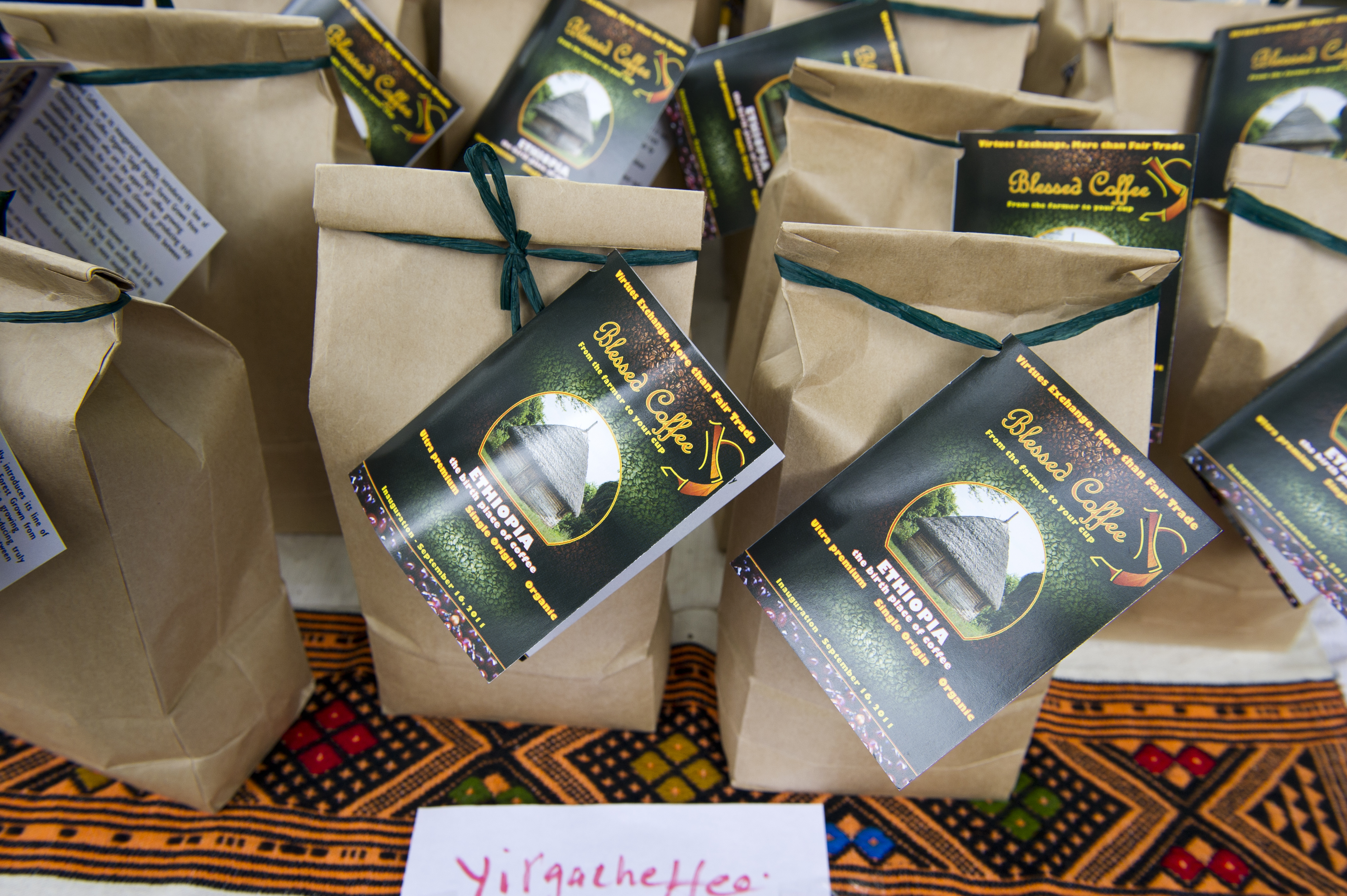
Sachets d'Ethiopian Blessed Coffee à Takoma Park, Maryland.

La caféiculture en Éthiopie est une ancienne tradition. L'Éthiopie est le pays d'où le Coffea arabica, la plante donnant le café, est originaire.

## L'Éthiopie, berceau de la caféiculture
Les histoires relatives à l'origine du café, faisant notamment de l'Éthiopie le berceau de la caféiculture, sont nombreuses. Elles oscillent entre légendes et traditions religieuses, mais la question n’est pas totalement tranchée.
La légende la plus répandue soutient qu'un berger d'Abyssinie (le nord de l'actuelle Éthiopie) nommé « Kaldi » aurait remarqué que ses chèvres étaient prises d'une excitation soudaine après qu'elles eurent brouté des arbustes couverts de petits fruits rouges, le caféier. Après en avoir parlé aux moines soufis de sa région, ces derniers, intrigués, décidèrent d'aller cueillir ces fruits qu'ls firent sécher et en préparèrent une infusion qu'ils burent avec délectation. Une autre variante de cette même légende veut que ce berger, ayant accidentellement laissé tomber une branche de cet arbuste dans un poêle, aurait été agréablement séduit par l'arôme se dégageant des fruits durant leur cuisson. Il décida de s’en préparer une décoction qu'il but avec délice.

## La production nationale

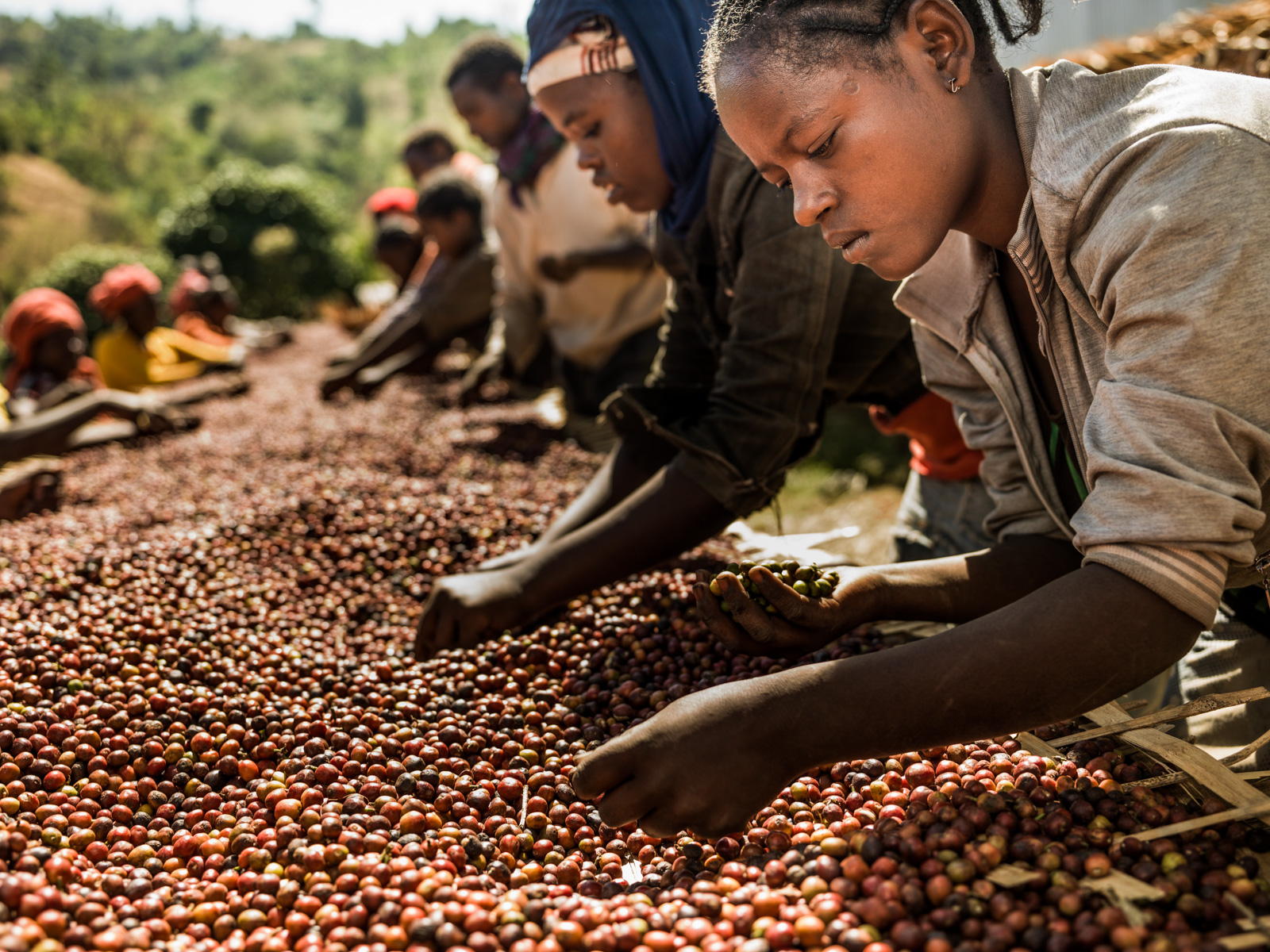
Tri du café près d'Awasa.

La culture du café dans le pays occupe une superficie de 400 000 hectares et la production totale tourne autour de 230 000 tonnes par an dont plus de la moitié est consommée au niveau local où la tradition du café est bien ancrée. Le café est important dans l'économie éthiopienne, au point où sa production et sa commercialisation furent un monopole d'État sous le régime marxiste du derg entre 1974 et 1987. Au début des années 2000, environ 60 % des devises étrangères provenaient des produits de la caféiculture et la part de la population éthiopienne vivant d'une activité liée à la production de café était estimée à 15 millions de personnes (sur une population totale d'environ 70 millions d'habitants à cette époque, soit plus d'un Éthiopien que cinq). 
Loin des grandes exploitations agricoles que l'on trouve en Amérique du Sud comme au Brésil, la caféiculture éthiopienne est presque exclusivement le ressort d’exploitations familiales d’une superficie inférieure à 10 hectares. Généralement la majorité de ces exploitations ne dépasse pas les 5 hectares constituées la plupart du temps de parcelles morcelées, sur lesquelles la production de café y est associée à d'autres cultures vivrières telles que, par exemple : le maïs, le manioc, la banane plantain ou encore le khat. 

### Méthodes de production
Il existe quatre méthodes de production en Éthiopie :
- le café forestier qui pousse à l’état sauvage dans le sud et le sud-ouest du pays (dans les provinces de Balé et Wellega, dans les zones de Bench Maji, ainsi qu'autour des villes de Metou et Jimma). Cette culture naturelle produit des plants plus résistants aux maladies, avec des bons rendements et une qualité supérieure en arôme et en saveur. Ce café arabica représente 10 % de la production totale ;
- la méthode traditionnelle produit un café semi-forestier, qui représente 35 % de la production totale. Il est cultivé dans les sous-bois ombragés des forêts du sud et sud-ouest du pays. Afin de faciliter la récolte, on pratique un désherbage périodique et un binage ;
- la méthode améliorée qui représente la moitié de la production nationale est un café horticole planté non loin des habitations. On le trouve dans le sud (provinces de Sidamo, zone de Gedeo, le long de la rivière Omo), dans la zone Gurage et la province de Wellega, ainsi que dans l'est (ancienne province d'Harargué). On parle de « méthode améliorée » car les exploitants veillent à la densité de plantation (1 000 à 1 800 arbustes/ha) et au suivi de la qualité des jeunes plants. En outre, cette densité s'accompagne régulièrement d'un désherbage, d’un entretien du sol et d'un apport en fertilisants organiques ;
- la culture intensive s'est développée dans les anciennes fermes d'État qui ont été progressivement privatisées ces dernières années. Ces méthodes agronomiques de production intensive du café ont été associées à d'autres cultures vivrières. Dans ces plantations, ce sont des fertilisants et des herbicides chimiques qui sont utilisés. Seulement 5 % de la production nationale provient de ces fermes.

### Les différents terroirs
Il existe 9 terroirs différents en Éthiopie. Leurs appellations portent le nom de la région où ils sont produits. Dans la liste ci-dessous, les cafés sont classés par ordre décroissant de volume exporté :
- Jimma : il représente près de la moitié des exportations. C'est un café séché au goût corsé.
- Lekempti-Gimbi : séché ou lavé, au goût fruité. Il est apprécié pour la dégustation et pour les mélanges.
- Sidamo : la qualité lavée est recherchée pour les gourmets. Café doux avec un arôme développé.
- Yirga Cheffe : toujours lavé, il est considéré comme le meilleur café éthiopien. Goût à l'acidité légère et très parfumé.
- Illubabor : bien charpenté, il est utilisé pour les mélanges.
- Harar : considéré comme le meilleur café séché du monde pour sa saveur typique de moka, à l'acidité moyenne. Il est très apprécié en expresso.
- Limu : c'est un uniquement lavé au goût doux et épicé, il est recherché par les torréfacteurs en Europe et aux États-Unis pour les connaisseurs.
- Tepi : café au goût équilibré, utilisé pour les mélanges.
- Bebeka : variété similaire au tepi.

## La caféiculture éthiopienne dans le monde
La plante poussant désormais dans de nombreux endroits du monde, l'Éthiopie représente environ 3 % du marché mondial. 
En 2006, l'exportation de café rapporta 350 millions de dollars, équivalent à 34 % du total des exportations de cette année-là.
En 1998, quatre pays achetaient pas moins de 70 % du café exporté par l'Éthiopie : l'Allemagne (32 %), le Japon (17 %), l'Arabie saoudite (11,5 %), les États-Unis (9,5 %). Venaient ensuite la France (6 %) et la Belgique (5 %), puis enfin d'autres pays comme l’Italie, la Pologne, les Pays-Bas et le Danemark.

## Le café dans la culture éthiopienne

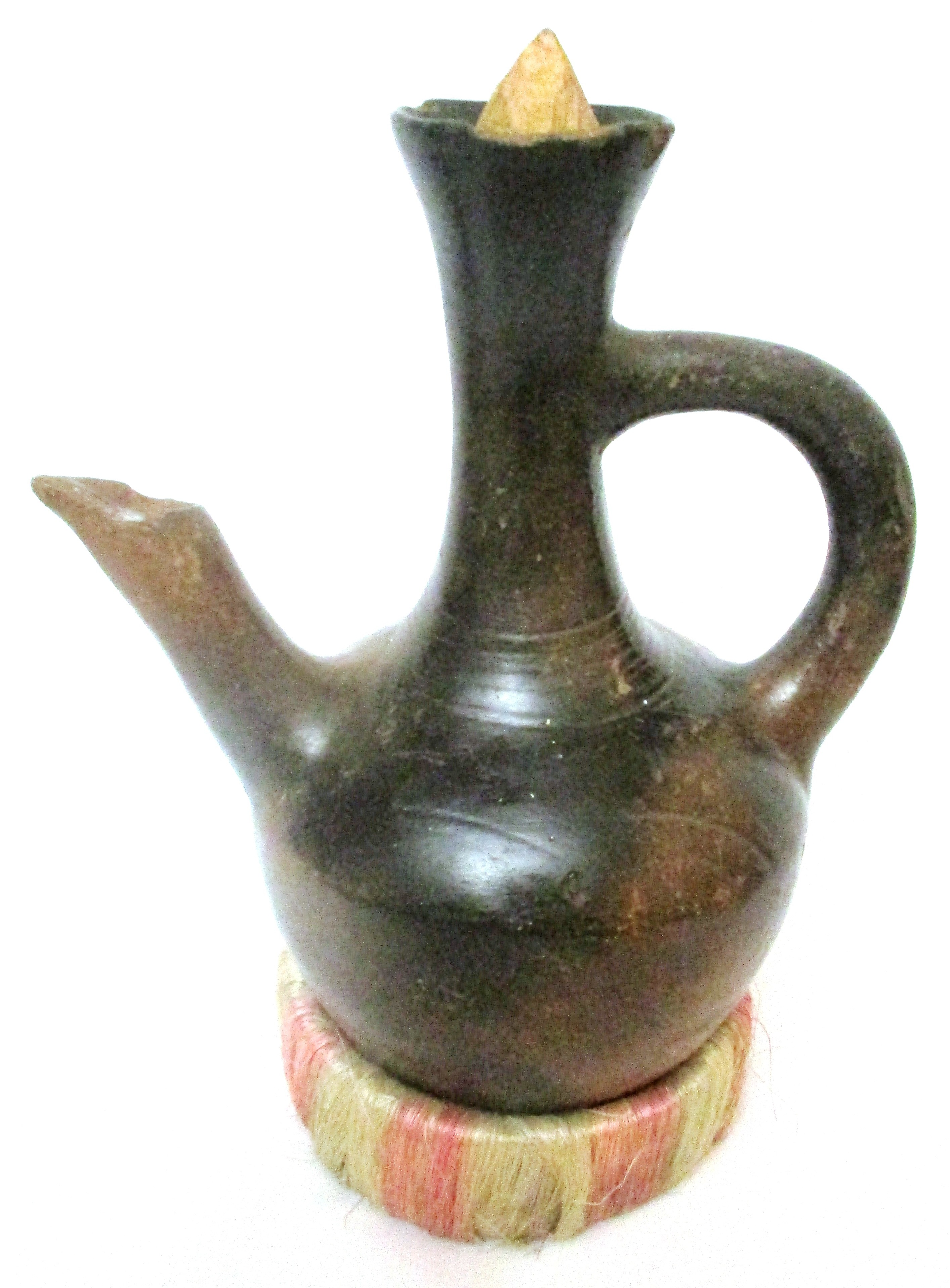
Une jebena.

En Éthiopie, la consommation du café se déroule le plus souvent autour d'une cérémonie traditionnelle qui peut paraître extrêmement longue puisqu'elle rassemble aussi bien la préparation que l'ensemble des rituels et que l'on appelle en amharique jebena buna. Le nom de jebena lui vient de la jarre noire en terre utilisée lors de sa préparation.
La préparation du jebena buna est souvent l'apanage des femmes. Le café qui est servi aux convives est noir et très amer. Afin, d'en atténuer l'amertume, on y ajoute généralement une grosse cuillerée de sucre. On peut également y ajouter du sel ou du beurre (niter kibbeh) dans les régions rurales, ainsi que des épices comme le clou de girofle, la cannelle, le gingembre ou la cardamome. 
De grains d’orge grillés, cacahuètes, du pop-corn, un himbasha (pain traditionnel) sont presque toujours servis en accompagnement, tandis que de l'encens vient systématique parfumer l'atmosphère.

### Autres boissons à base de café
Même si le jebena buna reste le café traditionnel en Éthiopie, il est cependant concurrencé par le macchiato depuis que celui-ci a été importé dans le pays sous l'occupation italienne durant la Seconde Guerre mondiale.
Le café entre également dans la composition d'une autre boisson traditionnelle, le spris, mélange l'associant avec du thé.